# Bujung Buring
Bujung Buring is een bestuurslaag in het regentschap Mesuji van de provincie Lampung, Indonesië. Bujung Buring telt 2413 inwoners (volkstelling 2010).